# Winston Peters
Winston Raymond Peters (en maori: Winitana Pita; Whangarei, Northland; 11 d'abril de 1945) és un polític neozelandès líder del partit Nova Zelanda Primer des de la seva creació el 1993.
Ha tingut una carrera política exitosa i turbulenta. Va esdevenir diputat el 1978 com membre del Partit Nacional i va ser ministre sota el govern de Jim Bolger fins a ser acomiadat el 1991. Com a líder de Nova Zelanda Primer va formar una coalició amb el Partit Nacional després de les eleccions de 1996, en la qual Peters fou viceprimer ministre i tresorer. Però, aquesta coalició fou dissolta el 1998 després que Jenny Shipley va prendre el lloc de primer ministre de Bolger.
El 1999 Nova Zelanda Primer va retornar a l'oposició abans de fer una coalició amb el Partit Laborista el 2005, en la qual Peters serví com a ministre d'Afers Exteriors. L'agost de 2008 dimití en haver-hi una investigació policial sobre un escàndol financer involucrant Peters i Nova Zelanda Primer.
A les eleccions de 2008 Nova Zelanda Primer no va aconseguir arribar a la barrera electoral del 5%. Com a resultat, ni Peters ni Nova Zelanda Primer es trobaren en la legislatura neozelandesa. Això no obstant, a les eleccions de 2011 el seu partit va veure un ressorgiment al rebre el 6,59% del vot i vuit escons, que va augmentar en 2017 permetent-lo formar de nou coalició de govern amb els laboristes, però de nou en 2020 NZ First no va assolir el llindar del 5% i va tornar a abandonar el Parlament.

## Inicis
Peters va néixer a la ciutat de Whangarei, a Northland, l'11 d'abril de 1945. És de pare maori i mare escocesa. La seva iwi és Ngāti Wai i el seu clan és McInnes. Té dos germans, Ian i Jim, qui també van ser diputats; un germà, Ron, que fou candidat però no diputat i un germà, Wayne, qui fou jugador de rugbi.
Va realitzar els seus estudis secundaris a l'Escola Secundària de Nois de Whangarei (Whangarei Boys' High School) i a l'Escola Secundària de Dargaville (Dargaville High School). Es va graduar de la Universitat d'Auckland amb un BA en història i política i un LLB (dret). Peters fou el capità de l'equip maori d'Auckland i va jugar per l'equip de la Universitat d'Auckland.
En graduar de la universitat va ser professor i advocat i va fer-se membre del Partit Nacional.

## Diputat

### Partit Nacional
Peters fou candidat pel Partit Nacional per primer cop en les eleccions generals de 1975, perdent a la circumscripció electoral de Northern Maori contra Matiu Rata del Partit Laborista.
Exitosament fou candidat en les eleccions de 1978 després que la Cort Alta el declarés electe a Hunua el 24 de maig de 1979 per sobre de Malcolm Douglas del Partit Laborista. La cort declarà que Peters va ser elegit la nit de les eleccions generals de 1978. Va perdre el seu escó en les eleccions de 1981, però en les eleccions de 1984 fou elegit per Tauranga. Seria elegit per Tauranga fins a les eleccions de 2005.
Entre el 1984 i 1987 fou el portaveu del partit sobre els afers maoris, els afers dels consumidors i transport. Entre el 1987 i 1990 cessaria de ser portaveu sobre els afers dels consumidors i transport; seguiria sent portaveu sobre els afers maoris i seria portaveu per l'ocupació i les relacions racials. En ser elegit el Partit Nacional en les eleccions de 1990 Peters fou nomenat el 35è Ministre d'Afers Maoris, succeint a Koro Wētere, en un govern liderat per Jim Bolger.
Peters estava en desacord amb el lideratge del partit en uns quants assumptes i freqüentment ho declarà. Els diputats del Partit Nacional no confiaven en ell i amb el pas del temps menys diputats agradaven a Peters. L'octubre de 1991 Bolger acomiadà a Peters del gabinet.
Peters seguí sent diputat pel partit, sovint criticant el seu partit. A final de 1992, quan el Partit Nacional estava considerant candidats possibles per a Tauranga, fou decidit que Peters no seria permès ser el candidat del Partit Nacional. Sense èxit Peters va desafiar aquesta decisió a la Cort Alta, i el març de 1993 dimití del partit i de la Cambra de Representants. Això causà una elecció parcial a Tauranga tan sols uns mesos abans de les eleccions de 1993. Fou candidat independent i fàcilment hi guanyà.

### Nova Zelanda Primer
El 18 de juliol de 1993 Peters va establir el partit Nova Zelanda Primer i retení el seu escó de Tauranga. El candidat de Nova Zelanda Primer Tau Henare fou capaç de guanyar a Northern Maori, fent que el seu partit tingués dos diputats.
Amb la introducció del sistema electoral de representació proporcional mixta en les eleccions de 1996, Nova Zelanda Primer fou elegit amb 17 escons i guanyà en totes les circumscripcions maoris. Ni el Partit Nacional ni el Laborista tenien prou escons per a governar amb una majoria.
S'esperava que Peters fes coalició amb el Partit Laborista per a fer la líder del Partit Laborista Helen Clark la primera dona Primera Ministra de Nova Zelanda. Peters criticava amargament els seus excompanys del Partit Nacional i tot i que no s'esperava, després d'un mes de negociacions amb els dos partits, Peters decidí fer coalició amb el Partit Nacional.
Peters fou nomenat Viceprimer Ministre i Tresorer per Bolger. Inicialment no hi havia tensions entre els dos partits d'aquesta coalició. Però, en ser deposat Bolger de la posició de Primer Ministre per Jenny Shipley i haver-hi una disputa sobre la privatització de l'Aeroport Internacional de Wellington, Peters fou acomiadat del gabinet de nou el 14 d'agost de 1998. Immediatament la coalició fou acabada per Peters i Nova Zelanda Primer se'n retornà a l'oposició. El líder segon Henare i altres diputats, però, van optar quedar-se en el govern i deixar Nova Zelanda Primer. Cap dels diputats que van quedar-se en el govern van seguir com a diputats en les eleccions de 1999.
En les eleccions de 1999 Nova Zelanda Primer va guanyar tan sols 5 escons i el Partit Laborista fou elegit. Molts votants es van trobar dissatisfets després que el partit fes coalició amb el Partit Nacional en les prèvies eleccions i decidiren no votar pel partit en aquestes eleccions. La barrera electoral del 5% o una circumscripció electoral fou estretament passada per Nova Zelanda Primer, en ser elegit Peters per Tauranga per una majoria de tan sols 63 vots. En l'oposició Peters continuà amb les seves polítiques tradicionals, però es va començar a preocupar sobre els efectes de la immigració al país.
En les eleccions de 2002 Nova Zelanda Primer va veure un ressorgiment. El partit va rebre 13 escons i el 10,38% del vot. Nova Zelanda Primer va fer campanya a favor d'una reducció de la immigració, fent les penes criminals més dures i acabant amb les disputes sobre el Tractat de Waitangi. Peters quedà dessatisfet, ja que el Partit Laborista no va fer coalició amb Nova Zelanda Primer.
En un discurs el 2005 a Orewa, Northland, va criticar la immigració procedent de països asiàtics com «una importació d'activitat criminal» i va asiar als neozelandesos que estaven «sent colonitzats sense el seu consentiment». Va acusar al Partit Laborista de tenir una «política per a una repoblació d'altres ètnies». El juliol de 2005 va dir que els neozelandesos haurien d'estar en contra de l'admissió d'immigrants fins que «afirmessin el seu compromís per als valors i estàndards dels neozelandesos».

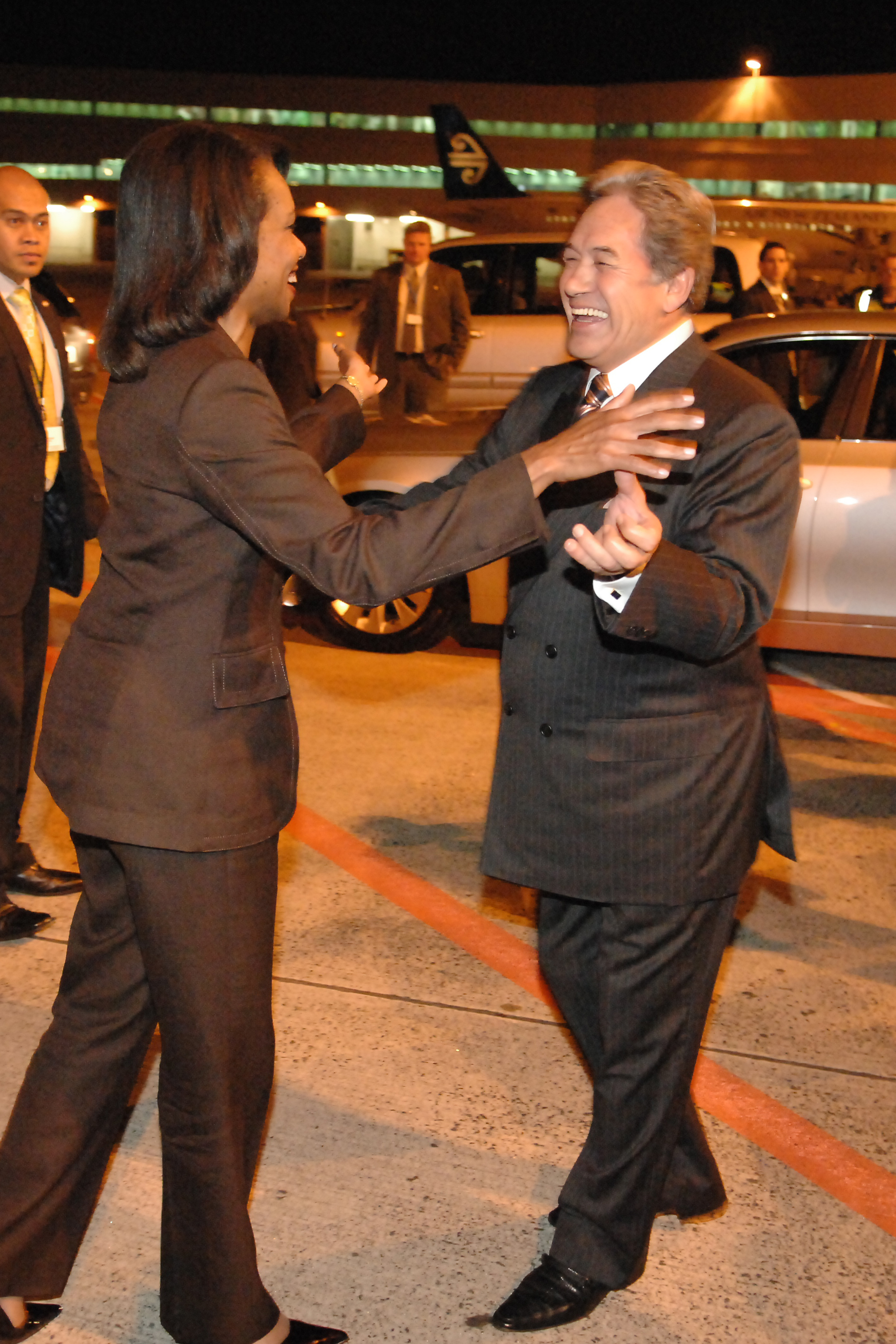
Peters, com a Ministre d'Afers Exteriors, saludant a la Secretària d'Estat dels Estats Units Condoleezza Rice a l'Aeroport d'Auckland el juliol de 2008

Amb l'acostament de les eleccions de 2005 Peters no indicà cap preferència de coalició per cap dels dos partits majoritaris. Va prometre que voldria fer coalició amb el partit amb més escons, però que no faria part de cap coalició involucrant el Partit Verd. Nova Zelanda Primer va rebre 7 escons i el 5,72% del vot.
En aquesta elecció, part del suport tradicional de Nova Zelanda Primer se n'anà al Partit Nacional. Peters va perdre en la seva circumscripció de Tauranga contra Bob Clarkson del Partit Nacional i Peters va esdevenir diputat de llista. Peters denuncià a Clarkson al·legant que aquest havia gastat per sobre del límit legal permès per un pressupost d'una campanya electoral a Nova Zelanda. En la Cort Alta la majoria de jutges es van decidir a favor de Clarkson, dient que Clarkson no havia gastat per sobre del límit legal.
En negociacions amb Clark després de l'elecció Peters s'assegurà la cartera de Ministre d'Afers Exteriors i Ministre de Carreres en el govern liberat pel Partit Laborista. Considerant comentaris previs relacionats amb la immigració, hi va haver reaccions mixtes pel nomenament de Ministre d'Afers Exteriors per a Peters. La seva selecció per aquesta posició fou de sorpresa al país i el món. El líder del Partit Nacional Don Brash va afirmar que aquesta selecció havia estat «sorprenent perquè la regió sencera no se'n fia de Winston Peters —Austràlia, Àsia [...]. Jo crec que fer-lo Ministre d'Afers Exteriors danyarà la nostra reputació a nivell internacional». El diari australià The Age va expressar sorpresa a aquesta posició en ser donada a un «molt obert, anti-migrant, populista i nacionalista».
Per a les eleccions de 2008 intentà guanyar a Tauranga sense èxit. Va perdre contra Simon Bridges del Partit Nacional per un marge electoral del 31,69%. Amb Nova Zelanda Primera rebent tan sols el 4,07% del vot i no passant la barrera electoral, Peters i el seu partit no es trobaren en la legislatura neozelandesa entre el 2008 i el 2011. En el seu discurs en ser oficialitzats els resultats electorals, Peters va prometre que «això no és la fi», i va al·ludir al fet que tot i que Nova Zelanda Primer no tenia diputats, encara era el quart partit polític més gran del país al rebre el 4,07% del vot. Tot i això, periodistes polítics van descriure aquesta derrota com el final de la carrera política de Peters.
Vers la fi de 2010 en intervistes Peters clarificà que Nova Zelanda Primer participaria en les eleccions de 2011. La convenció anual del partit el juliol de 2011 va rebre significant cobertura mediàtica i restaurà l'interès dels mitjans de comunicació en Peters i el partit.
Un nou ressorgiment de Nova Zelanda Primer declarà electe al partit i a Peters en les eleccions de 2011. El partit rebé el 6,59% del vot i 8 escons. El juny de 2013 Peters criticà els mitjans de comunicació, descrivint-los com a «orwellians», ja que estava sent «censurat» pels mitjans sobre els seus comentaris sobre immigrants xinesos i inversió estrangera xinesa a Nova Zelanda.
A les eleccions generals neozelandeses de 2017, Peters va perdre el seu escó electoral a Northland, però NZ First va obtenir 9 escons en general, amb un 7,2% dels vots i va tornar a mantenir l'equilibri de poder i va formar un govern de coalició amb el Partit Laborista. La primera ministra Jacinda Ardern va nomenar posteriorment Peters com a viceprimer ministre i ministre d'Afers Exteriors. Peters va ser primer ministre en funcions del 21 de juny de 2018 al 2 d'agost de 2018, quan Ardern va tornar del seu permís de maternitat de sis setmanes. A les eleccions generals neozelandeses de 2020, NZ First no va assolir el llindar del 5% i va tornar a abandonar el Parlament, amb Peters deixant el govern.

## Vida personal
Peters està divorciat i té un fill i una filla.